# Torku Konyaspor
Konyaspor je turski nogometni klub iz Konye. Domaće utakmice igra na Konya Atatürk Stadionu.
Klub je nastao 1981. spajanjem Konyaspora s nogometnim klubom Konya Idman Yurdu.

## Poznati igrači
- Vladimir Vasilj
- Elvir Baljić
- Aljaksandr Hleb
- Bassim Abbas
- Charles Itandje
- Ogün Temizkanoğlu
- Murat Hacıoğlu
- Cihan Haspolatlı
- Zafer Biryol
- Altan Aksoy
- Rahman Akca
- Veysel Cihan
- Serhat Akin
- Ismail Güldüren

## Vanjske poveznice
- Službena stranica (tur.)

### Ostali projekti
|  | Zajednički poslužitelj ima još gradiva o temi Konyaspor |